# Кверчолаја (Гросето)
Кверчолаја је насеље у Италији у округу Гросето, региону Тоскана.
Према процени из 2011. у насељу је живело 29 становника. Насеље се налази на надморској висини од 613 м.